# Cnemophilus
Cnemophilus är ett litet fågelsläkte i familjen satängfåglar inom ordningen tättingar. Släktet omfattar endast två till tre arter som förekommer på Nya Guinea:
- Svart satängfågel (C. loriae)
- Tofssatängfågel (C. macgregorii)
  - "Röd satängfågel" (C. [l.] macgregorii) – urskiljs som egen art av BirdLife International